# Марко Минков
Марко Константинов Минков  (1909 – 1987) е български филолог англицист и шекспировед.

## Биография
Роден е на 15 юли 1909 г. стар стил (28 юли 1909 г. нов стил) в Чамкория (днешен Самоков), син е на Константин Минков. Следва класическа филология в Софийския университет. През 1933 г. защитава дисертационен труд като Хумболтов стипендиант в Берлинския университет. От 1951 до 1974 г. е декан на Катедрата по английска филология в Софийския университет.
Английската ренесансова драма е основен интерес в неговата научна работа и многобройните му публикации в тази област му носят международно признание. Той е член на редакционните съвети на редица специализирани издания като Shakespeare Survey, Shakespeare Quarterly, Shakespeare Studies и др.
През 1966 г. Шекспировият институт към Бирмингамския университет му присъжда титлата доктор хонорис кауза.
Под неговия редакторски надзор е осъществено представително издание на Шекспировите драми в превод на Валери Петров в седем тома в издателство „Народна култура“ между 1970 и 1981 г.
Умира през 1987 г. в София.

## Памет
В чест на стогодишнината от неговото раждане през 2009 г. в последния ден на Климентовите дни се провежда тържествена сесия на тема „Проф. Марко Минков: световно име в англицистиката“, а в издателството на Софийския университет излиза том фототипни препечатки на негови статии.

## Научни трудове
- Christopher Marlowe: a study of his development (Sofia, 1937)
- Шекспир; живот и творчество (1946; 2nd. ed. Sofia: Rollis Press, 1992)
- An English Grammar (Sofia: Nauka i Izkustvo, 1950)
- English Historical Grammar (Sofia, 1955)
- An Introduction to English Phonetics (1960; 3rd. ed. Sofia: Nauka i Izkustvo, 1973)
- A Study of Style (1965; 2nd. ed. Sofia: Pleiada, 1998)
- A History of English Literature Parts I and II (1970; 3rd. ed. Sofia: Nauka i Izkustvo, 1998)
- Shakespeare: the first steps (Sofia: Bulgarian Academy of Sciences, 1976)
- Things Supernatural and Causeless (1987; 2nd. ed. London & Toronto: Associated University Presses, 1992) ISBN 0-87413-456-0
- Baroque Literature in England, препечатано в Limon J., Halio J., Shakespeare and his contemporaries, Associated University Presses, 1993
- Studies in English Renaissance Drama (Sofia University Press, 2009) ISBN 978-954-07-2977-0